# Schlanke Bernsteinschnecke
Die Schlanke Bernsteinschnecke (Oxyloma elegans) ist eine Schneckenart der Familie Bernsteinschnecken (Succineidae) aus der Unterordnung der Landlungenschnecken (Stylommatophora). Das deutsche Kuratorium „Weichtier des Jahres“ und der Naturschutzbund Österreich hat diese Schnecke zum Weichtier des Jahres 2012 gekürt.

## Merkmale
Das Gehäuse misst im Adultstadium 9 bis 17 mm (bis 20 mm) in der Höhe und 6 bis 8 mm in der Breite (bzw. Dicke). Gehäusegröße und Höhen-Breiten-Index ist jedoch etwas variabel. Es weist in der Regel drei Windungen auf. Die letzte Windung ist stark vergrößert und nimmt dabei etwa zwei Drittel der Gehäusehöhe ein. Die Windungen sind an der Peripherie nur wenig gewölbt, die Naht ist seicht und die Außenlinie ist daher relativ flach. Die Oberfläche zeigt grobe, unregelmäßige Anwachsstreifen. Das Gehäuse ist durchscheinend, glänzend-bernsteinfarben. Die Mündung ist länglich-eiförmig, oben winklig auslaufend. Der Mündungsrand nicht verdickt oder modifiziert (ohne Umschlag oder Lippe). Der Weichkörper ist hell mit dunklen Pigmentflecken auf der Oberseite des Körpers; diese können aber auch fehlen. In Abhängigkeit vom Lebensraum kommen auch fast schwarze Tiere vor.

### Ähnliche Arten
Die Außenlinie ist bei der Schlanken Bernsteinschnecke flacher als bei der Gemeinen Bernsteinschnecke; das Gehäuse hat damit einen schlankeren Habitus. Letztere ist meist auch etwas größer. Eine sichere Unterscheidung ist nur durch eine anatomische Untersuchung möglich. 

## Geographische Verbreitung, Lebensraum und Lebensweise
Die schlanke Bernsteinschnecke ist von Nordafrika durch fast ganz Europa, den Nahen Osten bis nach Nordasien verbreitet.
Die Art braucht sehr viel Feuchtigkeit und lebt daher meist in der Nähe von stehenden Gewässern, häufig auf Pflanzen, die im Wasser stehen. Fällt ein Individuum ins Wasser, was bei dem bevorzugten Lebensraum der Art nicht ausbleibt, kann sie auch Stunden oder Tage im Wasser überleben. Sie versucht jedoch stets, möglichst schnell die Wasseroberfläche wieder zu erreichen. Sie frisst welke und verrottende Pflanzenteile, bevorzugt vom Froschlöffel (Alisma plantago-aquatica). 

## Fortpflanzung
Die Schlanke Bernsteinschnecke ist wie alle Landlungenschnecken ein Zwitter. Nach den Kopulationen im Frühjahr und Sommer legen die Tiere mehrmals Laichballen mit bis zu 150 Eiern ab. Bei jüngeren oder weniger gut genährten Tieren können es auch nur 15 bis 20 Eier sein. Die Eier werden über dem Wasserspiegel an Pflanzen abgelegt, meist an der Hauptnahrungspflanze Froschlöffel oder direkt auf dem feuchten Schlamm. Sie sind durchsichtig und rund, der Durchmesser reicht von 0,6 bis etwa 1,1 mm. Die Entwicklung ist zwar temperaturabhängig, verläuft jedoch im Vergleich zu anderen Arten der Bernsteinschnecken sehr schnell. Schon nach acht Tagen verlassen die ersten Jungtiere die Eihüllen, nach etwa 16 Tagen schlüpfen die letzten Individuen. Die Jungtiere sind fast durchsichtig und ihr Gehäuse ist annähernd so hoch wie breit (0,4 bis 0,6 mm). Die Tiere werden max. zwei Jahre alt.

## Parasiten und Feinde
Die Schlanke Bernsteinschnecke ist wie auch die Gemeine Bernsteinschnecke relativ häufig von "Fühlermaden", trematoden Saugwürmern (Leucochloridium paradoxum) befallen. Die Hauptfeinde der Schlanken Bernsteinschnecke sind räuberische Glanzschnecken wie die Keller-Glanzschnecke (Oxychilus cellarius) und die Knoblauch-Glanzschnecke (Oxychilus alliaria), aber auch Ameisen.

## Taxonomie
Die Art wurde von Joseph Antoine Risso als Succinea elegans erstmals gültig beschrieben. Die Fauna Europaea listet insgesamt 23 Synonyme für die Art auf.

## Gefährdung
Die Art ist in Deutschland nicht gefährdet.

## Belege